# Hématome sous-unguéal
 Mise en garde médicale
Un hématome sous-unguéal est un hématome qui se situe sous un ongle. Il arrive après un traumatisme reçu sur l'ongle, provoquant une vive douleur. Un cas commun est le coup de marteau sur les doigts.
Le sang se répand sous l'ongle et la pression exercée renforce la douleur, la teinte de l'ongle passera du rouge au bleu, puis noir si le sang n'est pas extrait avant sa coagulation. Quand la zone colorée représente moins de 25 % de l'ongle, une opération ne se justifie pas. Cette opération consiste à percer un trou dans l'ongle pour que le sang puisse s'écouler. Bien qu'en milieu médical un appareil existe pour réaliser cette opération, elle est souvent faite sur les lieux de l'accident pour agir avant la coagulation du sang. Un trombone chauffé à blanc peut être utilisé.
Si l'opération n'a pas été effectuée et la collection de sang est suffisamment faible, l'ongle continuera à pousser normalement, la tache colorée suivra la croissance. Dans l'autre cas, la pression due au sang décollera l'ongle de son lit, un nouvel ongle repoussera sous le premier et le chassera. Pour l'ongle du gros orteil, la repousse peut prendre de 8 à 12 mois.
Dans le langage populaire, un hématome sous-unguéal est également appelé rat.

## Traitement
Si le traumatisme est récent, il est possible d'évacuer l'hématome par perforation de la plaque unguéale.
Il est aussi possible de faire des bains de pieds 1 à 2 fois par jour avec une solution saline (3 cuillières à soupe de sel dans 2L d’eau) pour une dizaine de minutes pour apaiser la douleur.
Appliquer 2 à 3 fois par jour un onguent antibiotique sur la section inflammée, i.e. polysporin. Couvrir l’ongle d’un pansement pendant la journée.

Hématome sous-unguéal récent du pouce
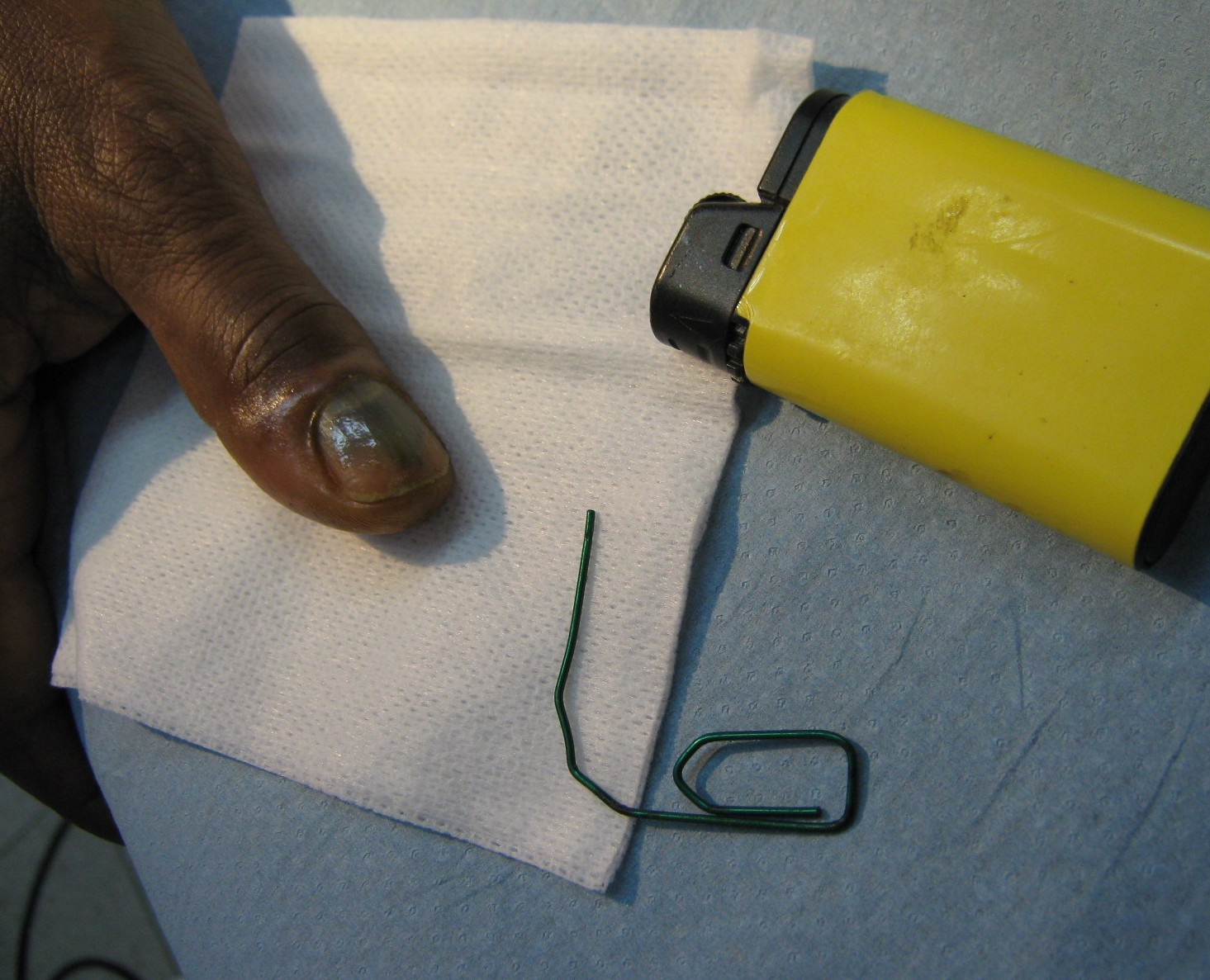
Matériel pour évacuation
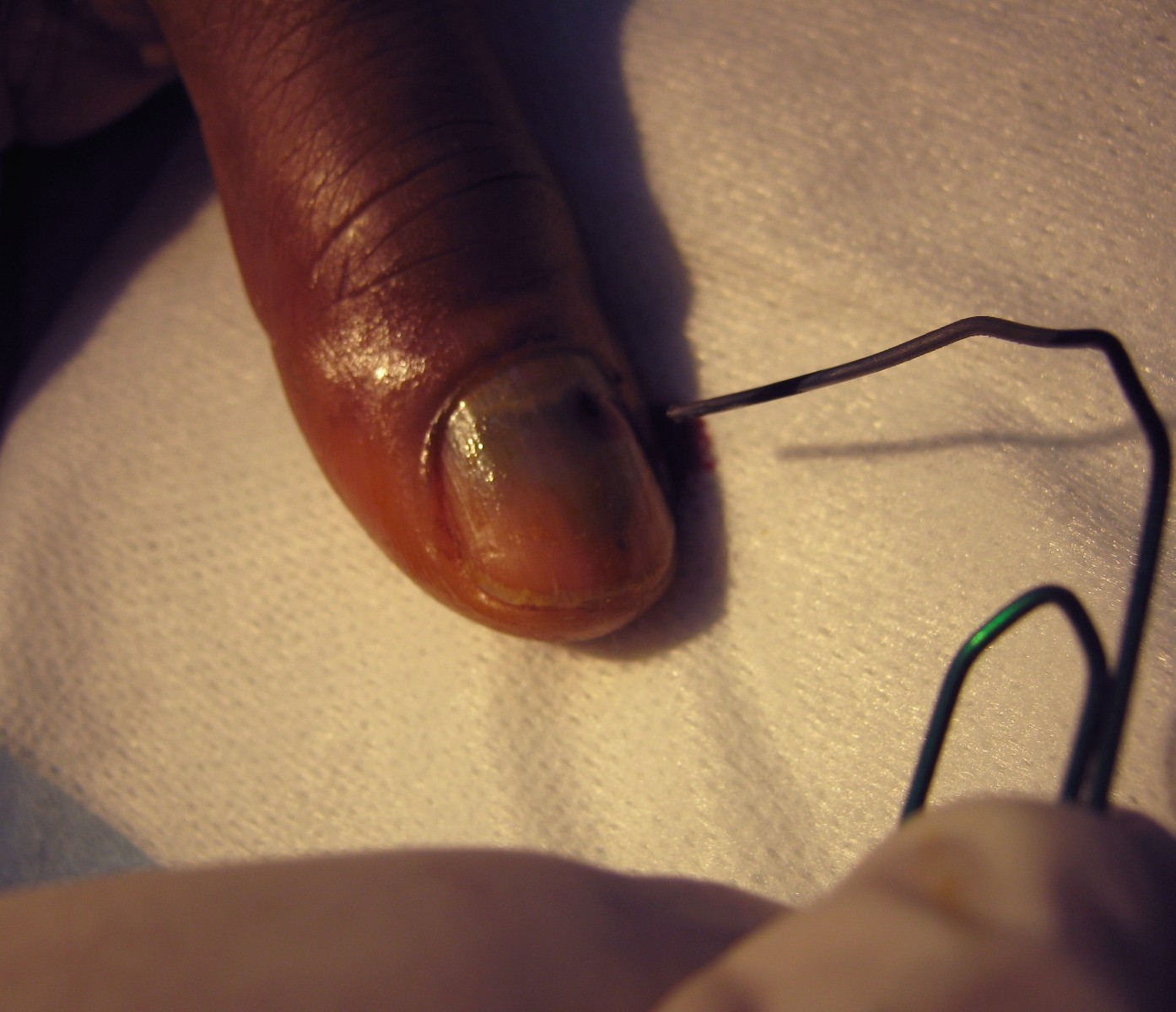
Perforation de l'ongle avec un trombone chauffé
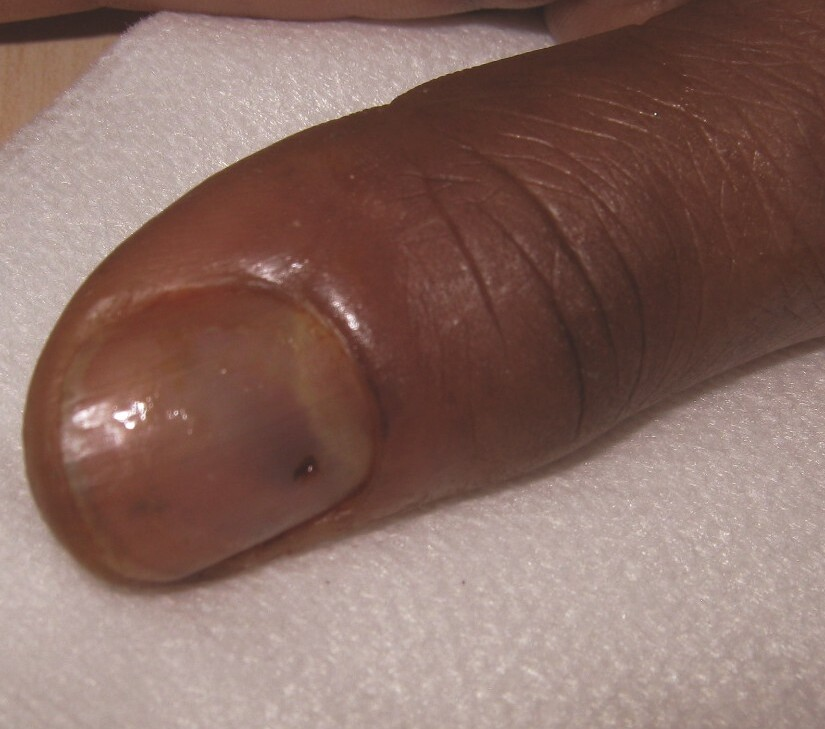
Pouce après l'évacuation du sang

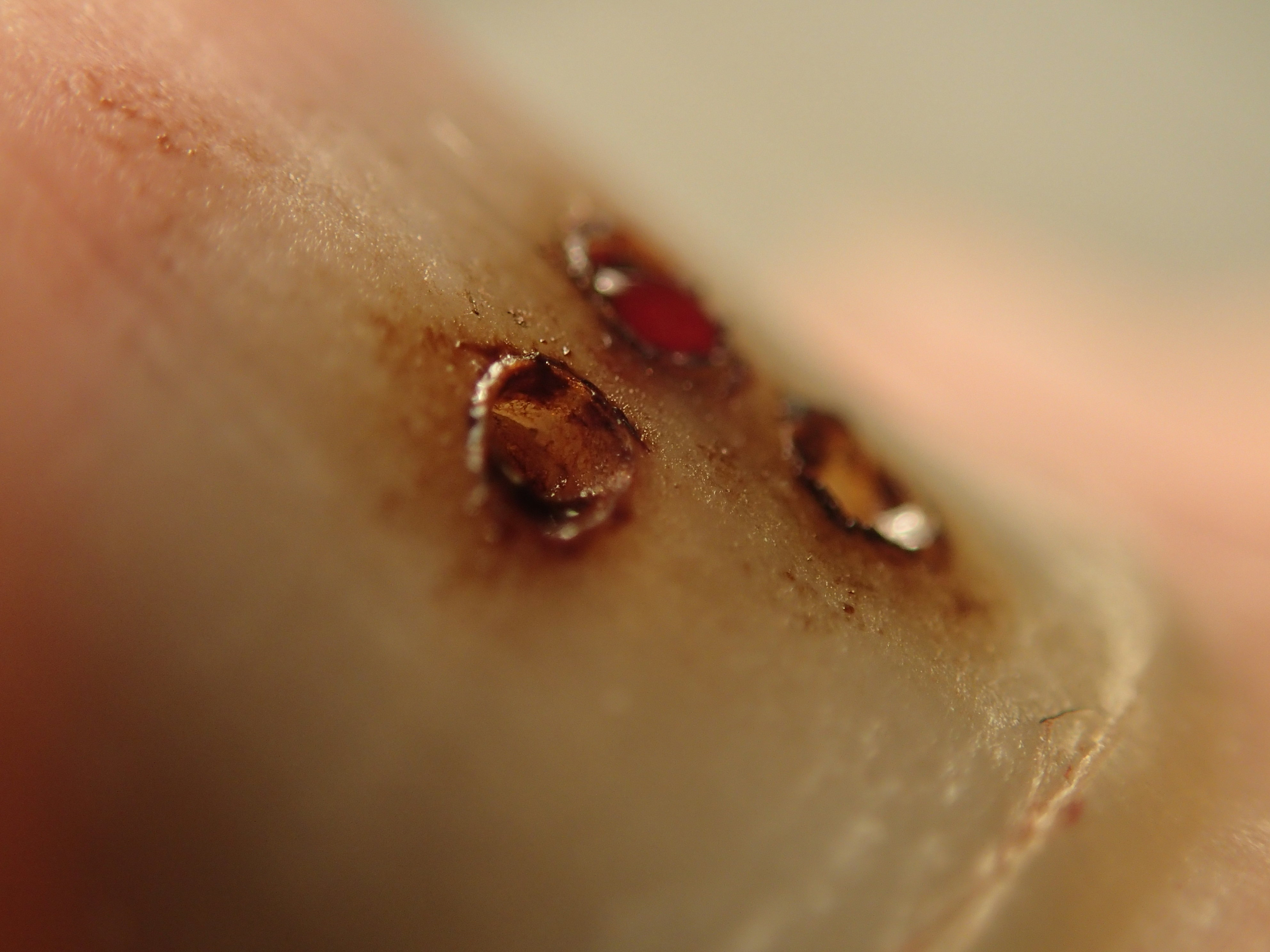
Ongle du pouce de pied à la suite du perçage